# Hyllus bos
Hyllus bos là một loài nhện trong họ Salticidae.
Loài này thuộc chi Hyllus. Hyllus bos được Sundevall miêu tả năm 1833.